# Hjortdal
Hjortdal er er en landsby med cirka 200 indbyggere beliggende i Jammerbugten, sydøst for Svinkløv Klitplantage i Hjortdal Sogn, Jammerbugt Kommune, og 8 km nordvest for Fjerritslev i det tidligere Vester Han Herred. 
I byens vejkryds på Hjortdalsvej, hvor vejen ned til Slettestrand begynder (Slettestrandvej), ligger byens købmand. Der ligger desuden et sommerhusudlejningsbureau og et botilbud. Tidligere lå der også en børnehave i byen.
.
Endelig er byen også hjemsted for Hjortdal Ungdoms- og Idrætsforening, HUI, grundlagt i 1932. Klubbens aktiviteter er fodbold, mountainbike, crossfit, stand up padle (SUP) og vinterbadning.
Bus nr. 270 kører mellem Hjortdal og Fjerritslev.

## Historie
Byen har ikke altid heddet Hjortdal. Den fik sit nuværende navn i 1800-tallet. Derudover fremgår det af matrikelkort fra 1868, at Hjortdal by på daværende tidspunkt lå vest for Hjortdal kirke - i dag ligger byen øst for Slettegård. Sandflugten ødelagde mange af husene i det tidligere Hjortdal, og med udstykning af Slettegård og Hedegaard opstod en del mindre husmandssteder og det nuværende Hjortdal.
Byens tidligere placering bestyrkes af Evald Tang Kristensens kendte Danske Sagn fra 1895. Her beskrives, hvordan der tidligere har været op imod 14 beboelser i byen, der dengang hed Hjortels.